# Palazzolo Vercellese
Palazzolo Vercellese (piemontesisch Palasseu) ist eine Gemeinde in der italienischen Provinz Vercelli (VC), Region Piemont.

## Lage und Einwohner
Palazzolo Vercellese liegt 23 km südwestlich von Vercelli und hat 1096 Einwohner (Stand 31. Dezember 2023). Die Nachbargemeinden sind Camino, Fontanetto Po, Gabiano und Trino. Die Gemeinde umfasst eine Fläche von 13 km².

## Geschichte
Die Ursprünge von Palazzolo Vercellese reichen bis in die Römerzeit. Das beweisen viele Funde und die Struktur des historischen Dorfkerns. 